# Giacinto Gimignani
Giacinto Gimignani (o Gemignani) (Pistoia, 1606 – Roma, 1681) è stato un pittore italiano.

## Vita ed opere
Educatosi a Pistoia, alla scuola del padre Alessio (1567-1651), entro il 1630 era già attivo a Roma, città nella quale, dopo un breve periodo di adesione alla pittura di Pietro da Cortona, sotto la cui direzione partecipò alla decorazione di palazzo Barberini, intraprese la via di un classicismo atteggiato e composto, in evidente sintonia con la pittura praticata a Roma dai colleghi francesi, soprattutto Nicolas Poussin, ma anche Charles Errard, Jacques Stella e Pierre Mignard. Guardava dunque tanto all'arte dell'antichità quanto a Raffaello, a Domenichino e a Reni, che avevano aperto la via verso un tipo di pittura interessata all'espressione degli affetti, alla chiarezza atteggiata del gesto, alla valenza ideale delle immagini. Sono significativi in questo passaggio stilistico l'Adorazione dei magi della cappella del palazzo di Propaganda Fide, dipinta nel 1634, e lIncontro di Rinaldo e Armida nella foresta incantata del Musée du Pays de Hanau a Bouxwiller, parte di un ciclo di sedici dipinti con temi della Gerusalemme liberata voluto nel 1639 dall'ambasciatore francese François Annibal d'Estrées.

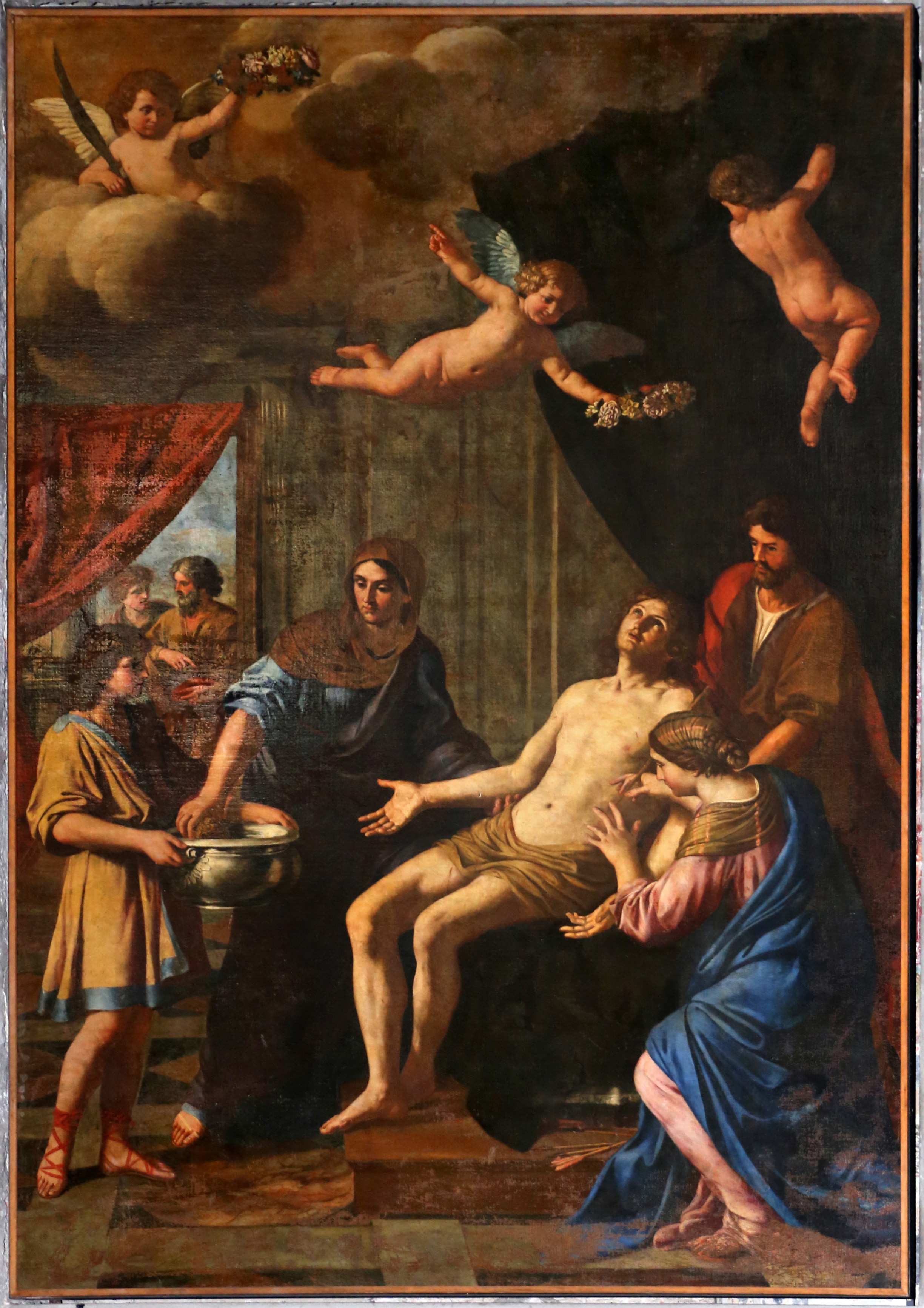
San Sebastiano curato dalle pie donne, Pistoia, San Domenico,1642.

Nel 1640 si sposò con Cecilia Turchi, figlia del pittore Alessandro, da cui nel 1643 ebbe il primo di otto figli, Ludovico, che continuò il lavoro paterno divenendo anche principe dell'Accademia di San Luca dal 1688 al 1689. Giacinto in questo periodo sembra risentire dell'influenza della pittura del suocero, il cui classicismo morbido e raffinato era apprezzatissimo dai collezionisti, portando a uno smorzamento della gamma cromatica ed all'ammorbidimento dei volumi in soffici ombre. 
Era riuscito a raggiungere una notevole fama alla corte pontificia di Urbano VIII, testimoniata anche dalla partecipazione alla decorazione del battistero lateranense, sotto la direzione di Andrea Sacchi, con l'affresco della Visione di Costantino. Alla morte del pontefice, nel 1644, anno in cui anche il suo protettore Giulio Rospigliosi lasciava Roma per Madrid in qualità di nunzio apostolico, si ritrovò a dover cambiare committenze, trovandole nei Pamphili, partecipando alle decorazioni del palazzo di Piazza Navona e della villa di Bel Respiro. Realizzò inoltre molte pale d'altare per la provincia (per Castellaro nel 1644, Prato Sesia tra il 1646 e il 1652, Grosseto nel 1648), a causa della saturazione e della forte competitività del mercato artistico romano.

Mantenne comunque sempre i contatti con la Toscana, grazie anche alle committenze dei pistoiesi Bracciolini e Rospigliosi, che lo proteggevano tanto a Roma quanto in patria sin dagli anni trenta. Nel 1652 l'artista si trasferì a Firenze, probabilmente proprio a causa del diradarsi delle occasioni professionali a Roma, dove fu attivo per la corte medicea e soprattutto per i Rospigliosi, per cui dipinse ben 25 quadri tra il 1652 ed il 1654, oggi divise tra il Museo Clemente Rospigliosi e la Cassa di Risparmio di Pistoia e Pescia, e di cui il pezzo più significativo è il Ratto delle Sabine del Museo Rospigliosi, firmato e datato 1654. Perduta è invece la serie di dodici dipinti posseduta da Mattias de' Medici nel 1659.

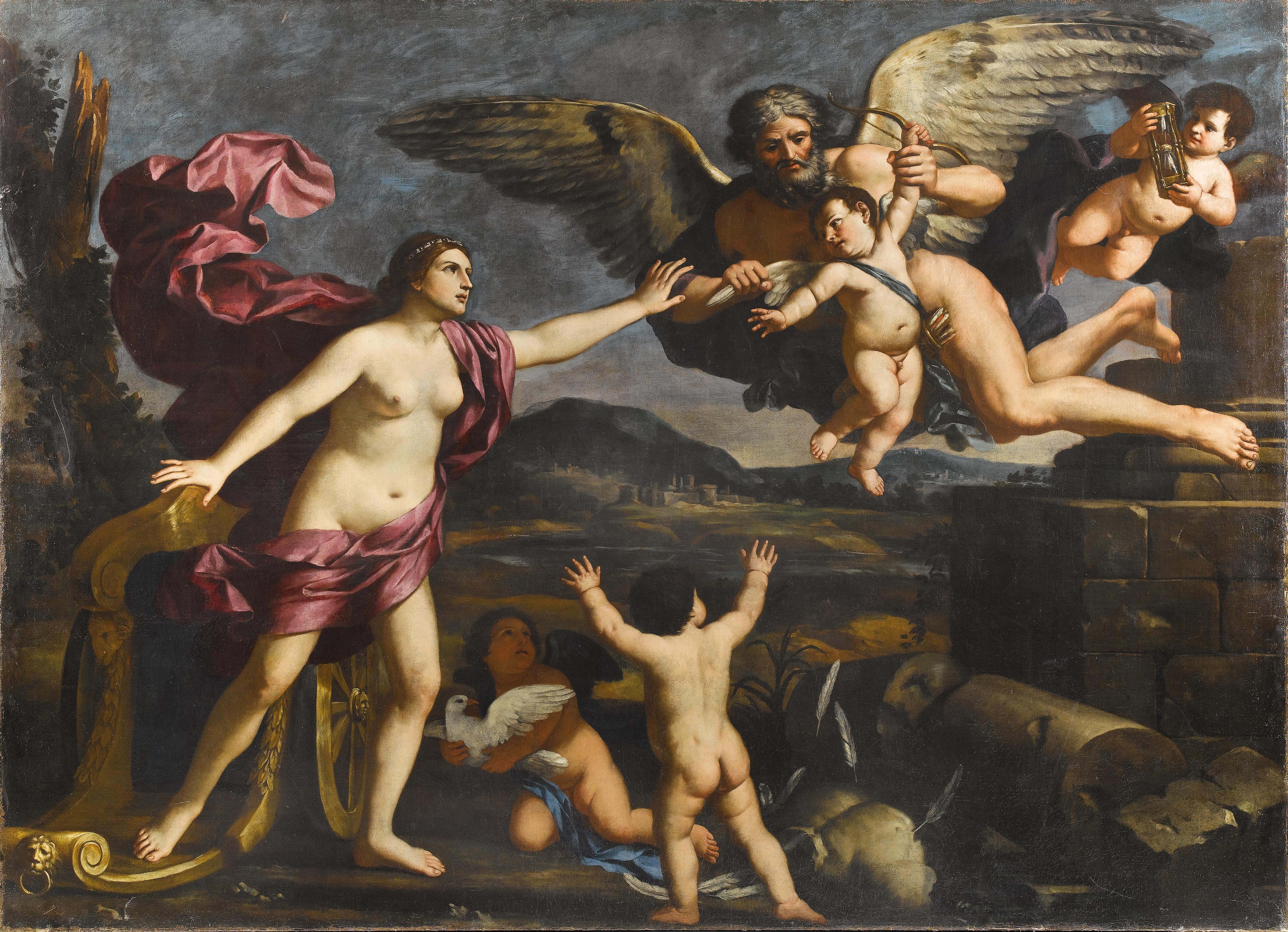
Venere, Cupido e Crono

Il rientro a Roma del cardinal Rospigliosi nel 1653 e l'elezione di Alessandro VII nel 1655 sembravano offrire nuove possibilità al Gimignani, che nel 1661 fece ritorno nell'Urbe. A Roma venne immediatamente coinvolto da Bernini in alcuni cantieri: la collegiata di Castel Gandolfo, il santuario di Santa Maria di Galloro, la cappella Fonseca a San Lorenzo in Lucina e la collegiata di Ariccia. Il suo stile classicista a oltranza, se si adattava bene ad immagini devozionali o alle composizioni allegoriche moraleggianti, lo rese tuttavia sempre meno popolare, mentre le nuove generazioni stavano portando all'affermazione più completa dello stile barocco. Nonostante la committenza chigiana abbia portato, ad esempio, alla decorazione della villa a Formello, il pittore venne escluso dalle principali imprese pontificie. 
Neanche l'elezione, nel 1667, del suo protettore di lunga tata a papa come Clemente IX portò la fortuna sperata: il Rospigliosi sembrava infatti prediligere ormai un altro artista pistoiese, Lazzaro Baldi, o lo stesso figlio di Giacinto. La sua produzione tuttavia non s'interruppe mai, pur divenendo periferica: tra 1663 e 1668 mandò cinque tele a Marsiglia, oggi al Musée des beaux-arts della città, nel 1669 un Martirio di San Sebastiano alla collegiata di Bracciano. Per Amelia, dove due figlie erano monache benedettine a San Magno, nel 1672 eseguì un San Liborio per la cattedrale e ancora attorno al 1677 tre tele per San Michele Arcangelo; numerose sono anche le opere per il monastero benedettino di San Pietro a Perugia, dove il figlio Alessio aveva preso i voti nel 1677, e di cui in loco ne rimangono cinque.
L'ultima grande impresa decorativa furono gli affreschi dell'abside della chiesa di Santa Maria ai Monti, probabilmente commissionata dal pistoiese Michele Pacini, che vi era stato sepolto nel 1676. L'ultima opera del Gimignani è invece la Cena in Emmaus per il refettorio di San Carlo ai Catinari, firmata e datata 1678.
Morì nel 1681, lasciando Ludovico come erede universale e venendo sepolto con onoranze solenni a Sant'Andrea delle Fratte, nella prima cappella a destra, dove sorgeva la tomba di famiglia, decorata da un San Michele Arcangelo di Ludovico e voluta da Giacinto sin dal 1667, quando era morta la moglie Cecilia.